# Cộng đồng người hâm mộ khoa học viễn tưởng
Cộng đồng người hâm mộ khoa học viễn tưởng hay cộng đồng người hâm mộ SF (viết tắt của cụm từ tiếng Anh: science fiction) là cộng đồng những người yêu thích thể loại khoa học viễn tưởng trong mối liên hệ với người khác dựa trên cùng mối quan tâm này. Cộng đồng hâm mộ SF có một cuộc sống riêng của mình, nhưng không dành phần nhiều thời gian cho một tổ chức chính quy nào (mặc dù các câu lạc bộ và hội nhóm chính quy như Futurians (1937–1945) và Los Angeles Science Fantasy Society (1934–nay) lại được công nhận là những ví dụ về cộng đồng người hâm mộ có tổ chức).
Họ đa phần đều tự gọi mình đơn giản là "fandom" trong cộng đồng của họ nhưng nó có thể được xem như một tiểu văn hóa riêng biệt, với lối văn chương và biệt ngữ của riêng mình; chuyện kết hôn và những mối quan hệ khác giữa các thành viên trong cộng đồng cũng phổ biến, như thể họ là những gia đình người hâm mộ đa thế hệ.